# Robert Dassau
Robert Dassau (* 1. Mai 1903 in Hamburg; † nach 1947) war ein deutscher politischer Funktionär (KPD).

## Leben und Tätigkeit
Dassau war der Sohn eines Tabakarbeiters. Nach dem Schulbesuch arbeitete er als Bote und dann als ungelernter Arbeiter auf der Werft Blohm & Voß. Später wurde er Heizer.
Seit 1919 war Dassau Mitglied der Freien sozialistischen Jugend (FSJ) bzw. der Kommunistischen Jugend Deutschlands (KJD). 1926 trat er in die Kommunistische Partei Deutschlands (KPD) ein. In dieser übernahm er zunächst ehrenamtliche Funktionärsaufgaben in Hamburg-Barmbek.
Seit 1931 war er in der Betriebsberichterstatterorganisation des Militärapparates der KPD tätig.
Im Februar 1934 ging Dassau in die Emigration nach Moskau, wo er von der Exil-KPD als Kursant an die KUNMS in Moskau geschickt wurde (Deckname Hans Hagen). Im Oktober 1936 wurde er als Mitarbeiter zur Abschnittsleitung Nord (AL Nord) der illegalen KPD in Kopenhagen geschickt, wo er als Grenzstellenleiter beauftragt war und eng mit Kurt Granzow zusammenarbeitete.
Von den nationalsozialistischen Polizeiorganen als Staatsfeind eingestuft wurde Dassau im Frühjahr 1940 vom Reichssicherheitshauptamt auf die Sonderfahndungsliste G.B. gesetzt, ein Verzeichnis von Personen, die im Falle einer erfolgreichen Invasion und Besetzung der britischen Insel durch die Wehrmacht von den Besatzungstruppen folgenden Sonderkommandos der SS mit besonderer Priorität ausfindig gemacht und verhaftet werden sollten.
Einige Monate nach der deutschen Besetzung Dänemarks im Frühling 1940 wurde Dassau im Juli 1940 von den Besatzungsbehörden verhaftet und im Februar 1941 nach Deutschland ausgeliefert. Der Volksgerichtshof befand ihn am 31. Juli 1942 der Vorbereitung zum Hochverrat für schuldig und verurteilte ihn zu fünfzehn Jahren Zuchthaus. Seine Haft verbrachte er zunächst im Zuchthaus Hamburg-Fuhlsbüttel, später in Rensburg und zuletzt im KZ Buchenwald, aus dem er im April 1945 befreit wurde.
Im Dezember 1946 konnte Dassau nach Dänemark zurückkehren. 1947 heiratete er seine dänische Lebensgefährtin, mit der er bereits vor 1940 ein Kind gehabt hatte. Er fand Arbeit auf der Schiffswerft Burmeister & Wain. Er war in der dänischen KP tätig und erhielt die dänische Staatsbürgerschaft.